# Alexandros Paschalakis
Alexandros Paschalakis (Grieks: Αλέξανδρος Πασχαλάκης) (Athene, 28 juli 1989) is een Grieks voetballer die als Doelman speelt. Paschalakis maakte in 2019 zijn debuut in het Grieks voetbalelftal.
Hij tekende in augustus 2017 een vijfjarig contract bij PAOK dat hem overnam van Giannina. In 2022 ging hij naar Olympiakos.